# 1307
Évszázadok: 13. század – 14. század – 15. század
Évtizedek: 1250-es évek – 1260-as évek – 1270-es évek – 1280-as évek – 1290-es évek – 1300-as évek – 1310-es évek – 1320-as évek – 1330-as évek – 1340-es évek – 1350-es évek
Évek: 1302 – 1303 – 1304 – 1305 –  1306 – 1307 – 1308 – 1309 – 1310 – 1311 – 1312

## Események

### Határozott dátumú események
- június 1. – Károly Róbert hívei Budán elüldözik a Vencel és Ottó-pártiakat és megölik a pápát kiátkozókat.[1]
- július 7. – I. Edward angol király életét veszti a skótok elleni hadjáratban.
- július 8. – Apja halála után II. Edward lesz Anglia királya.
- október 10. – A rákosi országgyűlés Károly Róbertet választja királlyá. [1]
- október 13. – IV. Fülöp francia király lefoglalja a Templomos Lovagrend vagyonát és a lovagokat elfogatja.[2]
- november 18. – A monda szerint Tell Vilmos számszeríjával lelövi fia fejéről az almát.
- november 22. – V. Kelemen pápa minden keresztény uralkodót a templomosok letartóztatására, javaik elkobzására szólít fel.[2]

### Határozatlan dátumú események
- az év folyamán – Ottó magyar király a Tiszántúlra indul, hogy megnyerje Kán László vajda támogatását, aki azonban elfogatja és a koronát magánál tartja.[3]

## Születések
- Kasztíliai Eleonóra aragóniai királyné († 1359)

## Halálozások
- július 3. – I. Rudolf cseh király (* 1282)
- július 7. – I. Eduárd angol király (* 1239)
- november 27. – Monoszló nembeli Péter erdélyi püspök (* ?)